# Clystea jacksoni
Clystea jacksoni är en fjärilsart som beskrevs av William James Kaye 1925. Clystea jacksoni ingår i släktet Clystea och familjen björnspinnare. Inga underarter finns listade i Catalogue of Life.